# Juan Bautista Tomás
Juan Bautista Tomás Andrés (València, 1873-1944). Pianista i organista.
Fou organista de la parroquia de San Bartolomé de València, i més tard, professor del conservatori. També fou organista i mestre de la capella de la Casa de la Misericordia.